# Lissonota leurosa
Lissonota leurosa är en stekelart som beskrevs av Dali Chandra och Gupta 1977. Lissonota leurosa ingår i släktet Lissonota och familjen brokparasitsteklar. Inga underarter finns listade i Catalogue of Life.